# هوراس هولي
هوراس هولي هو قس وسياسي أمريكي، ولد في 13 فبراير 1781 في Salisbury, Connecticut ‏ في الولايات المتحدة، وتوفي في 31 يوليو 1827 في بحر بسبب حمى صفراء.